# Bullom (peuple)
Pour les articles homonymes, voir Bullom.
Les Bullom sont un peuple d'Afrique de l'Ouest établi en Sierra Leone. Quelques communautés vivent également en Guinée, le long de la frontière. Ils sont très proches des Sherbro.

## Langue
Leur langue est le bullom so (aussi appelée mani), une langue mel, dont le nombre de locuteurs en Sierra Leone était estimé à 8 350 en 2006.

## Histoire
Dès 1507 les Bullom sont mentionnés par les navigateurs portugais. Au XVIIe siècle, l'expansion des Temne vers la côte sépare la population en deux groupes : les Bullom du Nord conservent leur nom, mais tendent à s'assimiler aux Temne et aux Soso ; les Bullom du Sud sont considérés comme des Sherbro.

## Culture

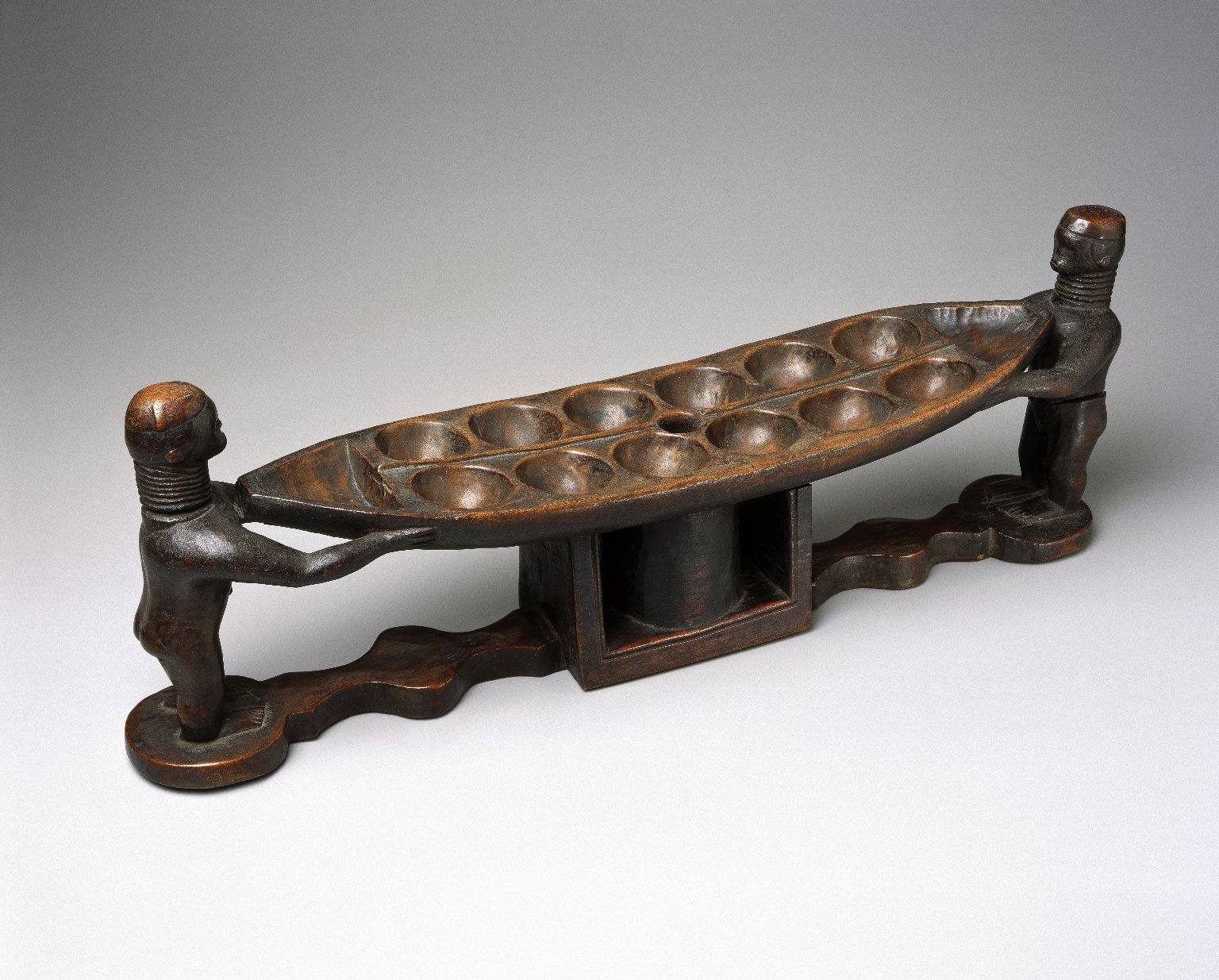
Jeu de mancala probablement bullom